# Pinda (ciało)
Pinda (trl. piṇḍa) – jedno z ciał istoty (ludzkiej lub boskiej) w naukach hathajogi.
Liczba ciał pinda bywa odmiennie podawana, w zależności od poglądów konkretnego autora czy tradycji hinduistycznej.

## Etymologia
Sanskryckie słowo piṇḍa odnosi się tu do znaczenia „bryła”. W rozumieniu Gorakszanathy istota ludzka to pindanda (bryła jaja, anda – jajo) w znaczeniu agregatu ciał mistycznych, które strukturą i budową są ekwiwalentem kosmosu w skali mikro (jednostki ludzkiej).

## Siddhasiddhantapaddhati
Dzieło hathajogiczne mistrza Gorakszanathy o tytule Siddhasiddhantapaddhati (Ścieżki doktryn mistrzów) opisuje sześć pind:
ciało siódme: parapinda – ciało transcendentne, pięciorakie subtelne ciało boga Śiwy zwane też anadipinda i adjapinda
ciało szóste: mahasakarapinda – ciało kosmiczne Śiwy
ciało pierwsze: garbhapinda – ciało fizyczne, zbudowane z najbardziej materialnych składników.
Sadhana hathajogi nauczanej przez Gorakszanathę wiodła przez mistyczne wglądy w różne pindy i
do ich przemiany, w tym z przebudową ciała fizycznego w celu osiągnięcia długowieczności, a nawet nieśmiertelności.